# 新咖啡灣

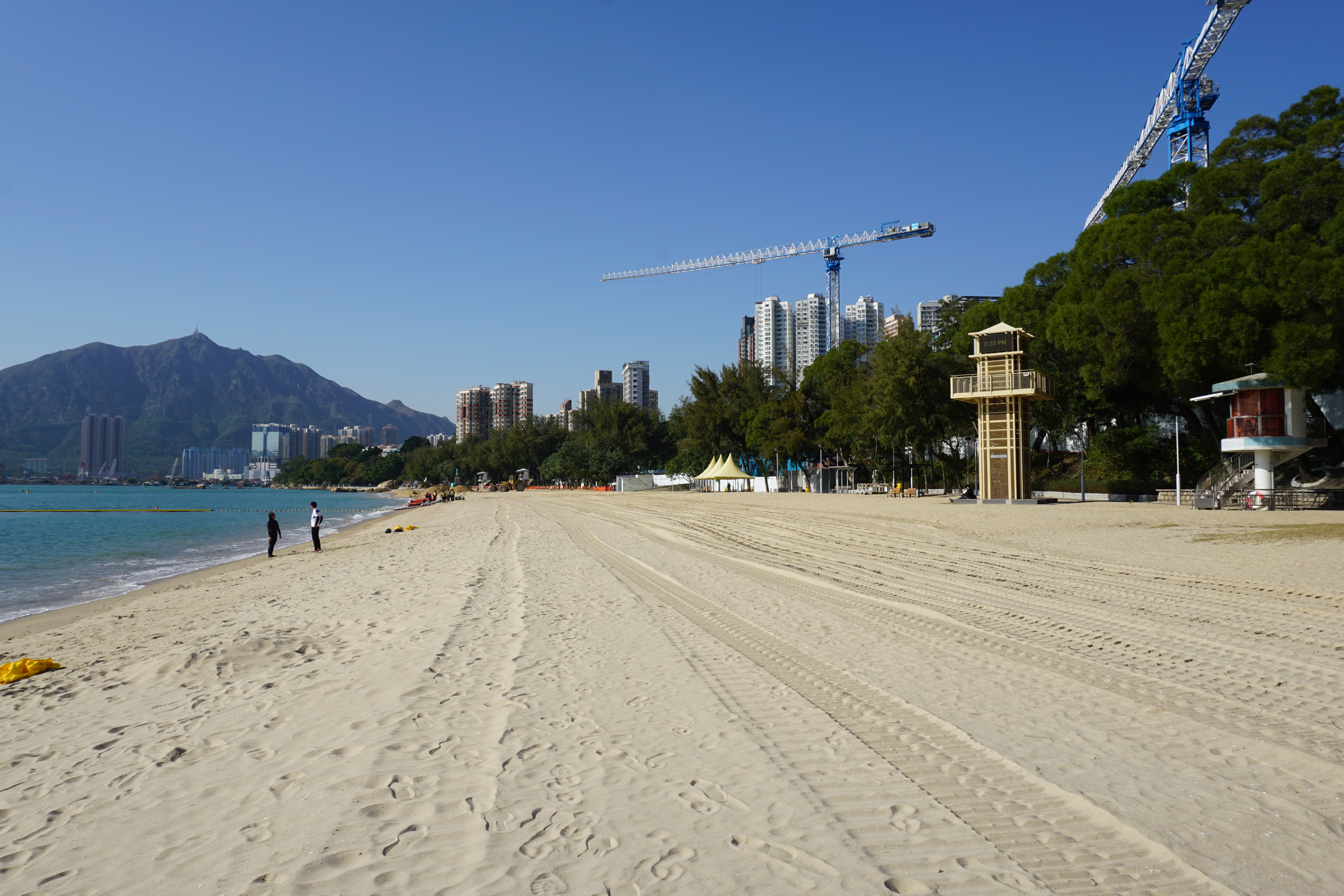
新咖啡灣泳灘

新咖啡灣（英語：Cafeteria New Beach）位於香港新界屯門青山灣公路青山灣段或稱為青山公路18咪，此灘與黃金泳灘、舊咖啡灣及加多利灣相連，如包括青山灣泳灘內，則構成青山灣內的五泳灘，並形成香港最西邊的長長沙灘海岸線，新咖啡灣也是屬於康樂及文化事務署管轄的泳灘。
這寓情於景之泳灘一如既住同樣會有康文署泳灘的基本設施（例如救生員值勤、淋浴間、洗手間快餐亭之外），這泳灘內特別設一個沙灘排球場提供公眾人士使用，這為香港泳灘內特為小有設置沙灘排球場地的泳灘。